# راین ویدمان
راین ویدمان (استونیایی: Rain Veideman؛ زادهٔ ۱ اکتبر ۱۹۹۱) بازیکن بسکتبال اهل استونی است.
از باشگاه‌هایی که در آن بازی کرده‌است می‌توان به باشگاه بسکتبال راکوره تارواس و تیم بسکتبال دانشگاه تارتو اشاره کرد.